# La Guerche-de-Bretagne
 La Guerche-de-Bretagne  es una población y comuna francesa, situada en la región de Bretaña, departamento de Ille y Vilaine, en el distrito de Rennes y cantón de La Guerche-de-Bretagne.

## Demografía
| 3101 | 3422 | 3742 | 4055 | 4123 | 4095 |
| Para los censos de 1962 a 1999 la población legal corresponde a la población sin duplicidades (Fuente: INSEE [Consultar]) |      |      |      |      |      |

## Monumentos
- La colegiata de Notre-Dame fue fundada en 1206 por Guillermo II, cuya escultura yacente se encuentra en el presbiterio. El edificio fue reformado en el siglo XIX, añadiéndosele una aguja de 75 metros. La sillería del coro está decorada con motivos mitológicos.[3]

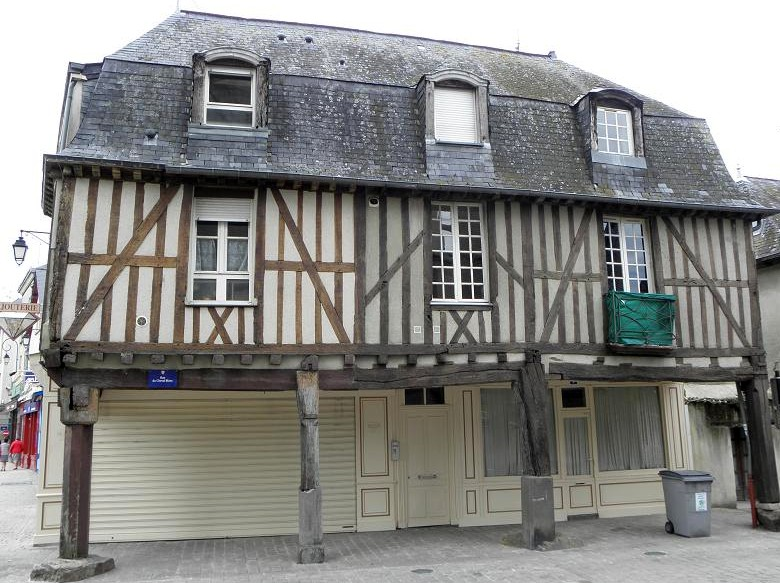
Casa de entramado de madera.
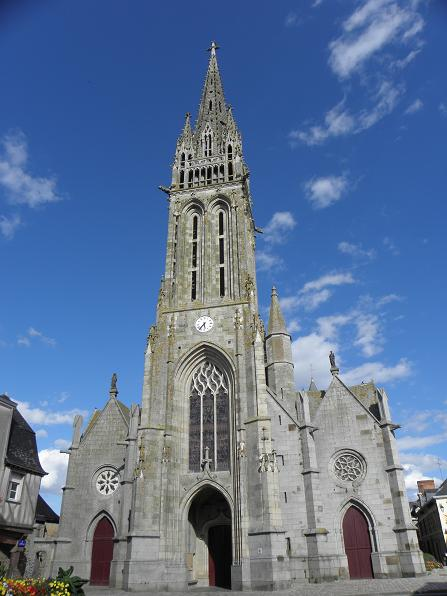
Basílica, apreciándose la aguja.
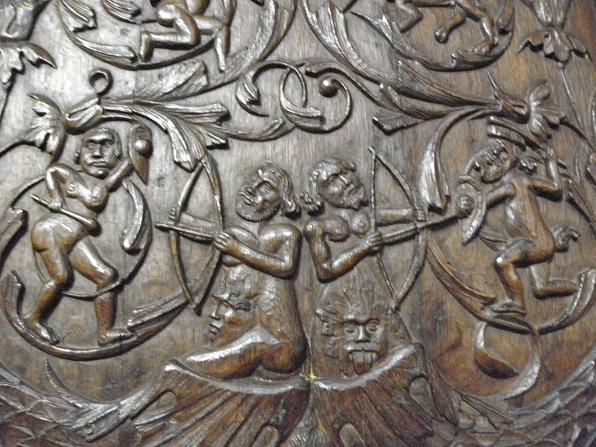
Detalle del coro.
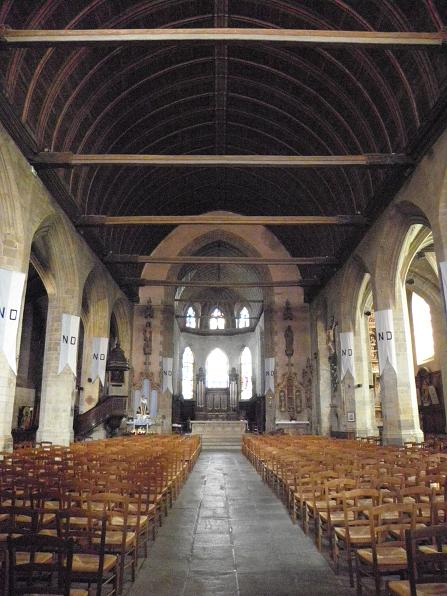
Interior de la basílica.